# São Miguel do Tocantins
São Miguel do Tocantins es un municipio brasileño del estado del Tocantins. Se localiza a una latitud 5°33′20″ S y a una longitud 47°34′40″ O, estando a una altitud de 160 metros. Su población estimada en 2004 era de 9 164 habitantes.
Posee un área de 408,541 km².